# کرامرهوف
کرامرهوف (به آلمانی: Kramerhof) یک شهر در آلمان است که در فرپومرن-روگن واقع شده‌است. کرامرهوف  ۱٬۸۳۳ نفر جمعیت دارد.